# Phổ Hóa
Phổ Hoá (zh. pǔhuà 普化, ja. fuke), ?-860, cũng được gọi là Trấn Châu Phổ Hoá, là Thiền sư Trung Quốc dòng Mã Tổ Đạo Nhất, môn đệ của Thiền sư Bàn Sơn Bảo Tích. Sư nổi danh vì những hành động quái dị và những hành động này còn được ghi lại trong Lâm Tế lục.

## Cơ duyên hoằng hoá
Sau khi Bàn Sơn tịch, sư đến trợ giúp Lâm Tế hoằng hoá trong thời gian đầu. Khi việc đã xong, toàn thân biến mất không để lại dấu vết. Dòng Thiền của sư được Thiền sư người Nhật Tâm Địa Giác Tâm truyền sang Nhật với tên Phổ Hoá tông (ja. fukeshū)
Bàn Sơn sắp tịch, gọi đệ tử đến bảo: "Có người vẽ được chân dung ta chăng?" Tất cả môn đệ đều trình đã vẽ đến nhưng chẳng hợp ý Bàn Sơn. Sư liền ra thưa: "Con vẽ được." Bàn Sơn bảo: "Sao chẳng trình Lão tăng?" Sư liền lộn nhào rồi đi ra. Bàn Sơn liền bảo: "Gã này sau chụp gió chạy loạn đây."
Như Thiền sư Ngưỡng Sơn Huệ Tịch tiên đoán trước, sư là người phụ giúp Lâm Tế Nghĩa Huyền hoằng hoá trong thời gian đầu tại Trấn Châu. Lâm Tế lục ghi lại nhiều giai thoại của sư với Lâm Tế. Một trong những câu chuyện thường được nhắc đến nhất là việc thiên hoá của Sư. 
Một hôm sư ra giữa chợ hô hào xin người qua lại một cái áo dài. Ai cũng cho nhưng sư không vừa lòng. Lâm Tế nghe vậy liền khiến một vị đệ tử mua một chiếc quan tài. sư đến viện, Lâm Tế bảo: "Ta có cho ông cái áo dài rồi!" Sư bèn tự vác đi quanh chợ kêu lên rằng: "Lâm Tế làm cho tôi một cái áo dài rồi. Tôi qua cửa Đông Thiên hoá đây!" Mọi người đua nhau theo xem, sư bèn nói: "Hôm nay chưa, ngày mai ra cửa Nam thiên hoá!" Cứ như thế ba ngày thì không ai đi theo và đến ngày thứ tư, một mình sư ra ngoài thành, tự đặt mình vào quan tài, nhờ người đóng nắp lại. Tin đồn ra thì mọi người đổ xô lại, mở quan tài ra xem thì không thấy xác đâu, chỉ nghe trên không tiếng chuông văng vẳng xa dần.

## Phổ Hoá tông
Phổ Hoá tông (zh. pǔhuà-zōng 普化宗, ja. fuke-shū) là một nhánh thiền nhỏ không quan trọng tại Trung Quốc, được Thiền sư Phổ Hoá khai sáng trong thế kỉ thứ 9. Trong tông này, người ta thay thế việc tụng kinh niệm Phật bằng cách thổi sáo – cây sáo này được gọi là Xích bát (zh. 尺八, ja. shakuhachi).
Phổ Hoá tông được Thiền sư Tâm Địa Giác Tâm (zh. 心地覺心, ja. shinchi kakushin, 1207-1298) truyền sang Nhật trong thời đại Liêm Thương (zh. 鐮倉, ja. kamakura). Các người theo tông này – phần lớn thuộc giới Cư sĩ – chu du khắp nơi, lúc nào cũng mang một cái nón tre che cả khuôn mặt và thổi sáo. Họ được gọi là "Hư vô tăng" (zh. 虛無僧, ja. komusō). Tông này sau bị cấm vì có nhiều hiệp sĩ (thị 侍, ja. samurai) vô chủ, lợi dụng chiếc nón tre che mặt che đậy tông tích, hành vi bất thiện.